# Normand Grimard
Pour l’article homonyme, voir Grimard.
Normand Grimard est un avocat et un homme politique canadien, né le 16 juin 1925 à Rigaud (Québec) et mort le 28 décembre 2017 à Rouyn-Noranda (Québec).

## Biographie
Il étudie au séminaire Saint-Joseph de Trois-Rivières puis complète son baccalauréat en droit civil à l'Université Laval. Il est nommé conseiller de la Reine en 1959 et œuvre en droit minier à la Chambre de commerce du Québec et dans le monde des affaires. Normand Grimard tente de se faire élire comme député, sans succès, dans la circonscription fédérale de Témiscamingue à l'élection partielle de 1977 et aux élections générales de 1979. En 1990, il est nommé sénateur progressiste-conservateur de la division auto-désignée de Québec sur avis du premier ministre alors en poste, Brian Mulroney. Sa nomination se fait en vertu de l'article 26 de l'Acte de l'Amérique du Nord britannique, une clause ancienne mais inutilisée. Le Premier ministre a eu recours à cette clause afin de huit nouveaux sénateurs à travers le Canada en plus de ceux qui nommés selon la procédure habituelle. Ces nominations au Sénat sont nécessaires afin de briser l'obstruction des sénateurs libéraux qui refusent d'adopter la nouvelle loi sur la taxe sur les produits et services, que le gouvernement fait adopter à la Chambre des communes grâce à sa majorité alors que le Sénat est dominé par le Parti libéral du Canada. Thérèse Lavoie-Roux est l'autre sénatrice du Québec alors nommée dans ces circonstances,.
Il est vice-président du Comité permanent des privilèges, du règlement et de la procédure, et coprésident du Comité mixte permanent d'examen de la réglementation. Il étudie les questions de l'emploi dans le contexte de la mondialisation, de la couverture des élections fédérales par les médias, de la famille, de l'identité canadienne, du sport professionnel, du bilinguisme et de la réforme du Sénat du Canada. Il écrit un essai intitulé L'indispensable Sénat: défense d'une institution mal aimée. Il propose une réforme du sénat triple V: viable, vraisemblable et valorisante. Il prône un Sénat égal par région, nommé à parts égales par le gouvernement fédéral et par les provinces, comptant 130 sénateurs, pour un mandat de dix ans. Il se retire du Sénat en 2000 à l'âge de 75 ans. Son successeur est Raymond Setlakwe, avocat et propriétaire d'une chaîne de 17 magasins au Québec.